# 池州经济技术开发区
池州经济技术开发区是中华人民共和国安徽省池州市贵池区下辖的一个类似乡级单位。

## 行政区划
下辖以下地区：
流坡村。